# Neotonnoiria maculipennis
Neotonnoiria maculipennis är en tvåvingeart som först beskrevs av Van Duzee 1929. Neotonnoiria maculipennis ingår i släktet Neotonnoiria och familjen styltflugor.
Artens utbredningsområde är Panama. Inga underarter finns listade i Catalogue of Life.